# Perla Malmberg
Perla Malmberg (även skriven som Perla Rainey Malmberg), folkbokförd som Perla-Beliz Mahamaya Rainey-Malmberg, född 17 april 2004, är en svensk influencer och internetpersonlighet.

## Biografi
Malmberg är dotter till komikern och skådespelaren Claes Malmberg och popsångerskan Fatima Rainey. Hon är Claes Malmbergs femte och yngsta barn, samt det andra gemensamma barnet han har med Rainey. Perla Malmberg har publicerat sketcher på plattformen TikTok, där hon i oktober 2024 hade närmare 250 000 följare.

## Medverkan i Let's Dance
Perla Malmberg deltar i 2025 års säsong av TV-programmet Let's Dance på TV4, ett program som fadern Claes Malmberg tävlade i år 2018. Hennes danspartner för programmet är Niklas Arleryd.